# Блазар
Блазарът е много компактен квазар (квазизвезден радиоизточник), свързан с предполагаема супермасивна черна дупка в центъра на активна, гигантска елиптична галактика. Блазарите са сред най-високоенергийните феномени във Вселената и са важен обект в извънгалактическата астрономия.
Блазарите са членове на по-голямата група на активните галактики, които имат активно галактическо ядро (АГЯ). Името „блазар“ е дадено през 1978 г. от астронома Едуард Шпигел, за да обозначи обект, който е комбинация от един тип квазари и BL lac обекти.